# 巴拉馬哈勒耶納拉克村
巴拉馬哈勒耶納拉克村（波斯語：‎），是伊朗吉兰省阿姆拉什县中央區南阿姆拉什鄉的一个村。2006年人口普查顯示該村人口为325人，分佈在92个家庭中。